# Peter Schreiner (Erziehungswissenschaftler)
Peter Schreiner (* 1955 in Bad Bergzabern) ist ein deutscher Erziehungswissenschaftler.
Schreiner arbeitete nach dem Studium der Erziehungswissenschaft, Evangelischer Theologie und Soziologie an der Johannes-Gutenberg-Universität in Mainz ab 1980 bei der Arbeitsgemeinschaft der Evangelischen Jugend als Referent für Entwicklungspolitik. Seit 1991 arbeitet er im Comenius-Institut, der Evangelischen Arbeitsstätte für Erziehungswissenschaft e.V. in Münster, das von der EKD unterstützt wird. Dort war er Wissenschaftlicher Mitarbeiter und später bis Ende September 2015 stellvertretender Direktor. Am 18. September 2015 wurde er als Nachfolger von Pfarrer Volker Elsenbast  zum Direktor des Instituts berufen. Zum 30. September 2021 trat er in den Ruhestand.
Seine Arbeitsschwerpunkte sind evangelische Bildungsverantwortung in Europa, vergleichende Religionspädagogik, interkulturelles, interreligiöses Lernen und ökumenisches Lernen. Aufgrund einer Dissertation über Religion im Kontext einer Europäisierung von Bildung, die zugleich bei der Universität Erlangen-Nürnberg und der Freien Universität Amsterdam eingereicht wurde, wurde er 2012 zum Dr. phil. promoviert.
Er war von 2003 bis 2020 Präsident der InterEuropean Commission on Church and School (ICCS). Ferner war er bis 2020 Moderator der Koordinierungsgruppe für Religion und Bildung in Europa (CoGREE). Von 1998 bis 2006 gehörte er der Commission on Education and Ecumenical Formation des Ökumenischen Rates der Kirchen an. Beim Europarat arbeitet er als Experte im Bereich Interkulturelle Bildung mit. Mit Norbert Mette und anderen gab er eine Werkauswahl von Paulo Freire heraus.

## Veröffentlichungen (Auswahl)
- Religion im Kontext einer Europäisierung von Bildung. Eine Rekonstruktion europäischer Diskurse und Entwicklungen aus protestantischer Perspektive. Waxmann, Münster 2012, ISBN 3-8309-2801-7.
- Education for Democratic Citizenship in the Context of Europe. Material and Resources for Churches and Educators. Comenius-Institut, Münster 2013, ISBN 3-943410-02-1.

Als Herausgeber
- (mit Klaus Goßmann): Religionsunterricht und Ökologie. Der Beitrag der Weltreligionen zur Umwelterziehung in der Schule. Münster 1993
- (mit Hans Spinder): Identitätsbildung im pluralen Europa. Perspektiven für Schule und Religionsunterricht. Waxmann, Münster 1997, ISBN 3-89325-536-2.
- (mit Christoph Th. Scheilke): Interreligiöses Lernen. Ein Lesebuch. Comenius-Institut, Münster 1998.
- Religious Education in Europe. Comenius-Institut, Münster 2000.
- Profile Ökumenischer Schulen. Beispiele aus Europa. Waxmann, Münster 2001, ISBN 3-8309-1123-8
- Islamischer Religionsunterricht. Ein Lesebuch. Comenius-Institut, Münster 2001, ISBN 3-924804-60-5.
- (mit Volker Elsenbast, Ursula Sieg): Handbuch Interreligiöses Lernen. Gütersloher Verlagshaus, Gütersloh 2005, ISBN 978-3-579-05574-9
- (mit Esther Banev, Simon Oxley): Holistic education resource book. Learning and teaching in an ecumenical context. Waxmann, Münster 2005, ISBN 3-8309-1451-2.
- (mit Volker Elsenbast, Friedrich Schweitzer). Europa – Bildung – Religion. Demokratische Bildungsverantwortung und die Religionen [Jürgen Frank zum 60. Geburtstag ...]. Waxmann, Münster 2006, ISBN 3-8309-1706-6.
- (mit Gaynor Pollard; Sturla Sagberg): Religious education and Christian theologies. Some European perspectives. Waxmann, Münster 2006, ISBN 3-8309-1670-1.
- (mit Friedhelm Kraft, Andrew Wright): Good practice in religious education in Europe. Examples and perspectives of primary schools. Lit. Münster 2007, ISBN 3-8258-9076-7.
- (mit Hans Grewel, Luise Becker): Quellen der Menschlichkeit. Bibel und Koran von Christen und Muslimen gedeutet. Kösel, München 2010.
- (mit Friedrich Schweitzer): Religiöse Bildung erforschen. Empirische Befunde und Perspektiven. Waxmann, Münster 2014, ISBN 978-3-8309-3161-4
- (mit Ina ter Avest, Cok Bakker, Julia Ipgrave, Silke Leonhard): Facing the unknown future. Religion and education on the move. Waxmann, Münster 2020, ISBN 978-3-8309-4076-0.
- (mit Friedrich Schweitzer): International knowledge transfer in religious education. Waxmann, Münster 2021, ISBN 978-3-8309-4285-6.